# Kanake (Umgangssprache)
Kanake (Plural: Kanaken; auch Kanacke) oder Kenek (Plural Keneks) ist ein zumeist abwertendes Wort der deutschen Umgangssprache für Menschen aus Südosteuropa, dem Nahen und Mittleren Osten und Nordafrika. Neben der Verwendung als Schimpfwort wird es auch als Geusenwort verwendet.
Das Wort kanaka geht auf das protopolynesische tangata zurück und ist in verschiedenen Varianten bei polynesischen Ureinwohnern die Bezeichnung für „Mensch“ oder „Mann“. So ist es im Hawaiischen als kanaka unter anderem für Mensch gebräuchlich. Kanak ist die Eigenbezeichnung der Ureinwohner Neukaledoniens.
Seit der Zeit der Walfänger bürgerte sich Kanaka bei Europäern als Bezeichnung für Ureinwohner Ozeaniens ein.

## Verwendung

### Kanake als Schimpfwort
Kanake und auch die Worterweiterung Kanakenbrut ist in neuerer Zeit in Deutschland eine Bezeichnung für Einwanderer südländischen Aussehens. Zu Zeiten der Anwerbung von Gastarbeitern in den 1960er- bis 1970er-Jahren oft gegenüber Italienern, Spaniern und Griechen verwendet, zielt der Ausdruck heute meist auf Menschen mit Wurzeln im Orient (wozu Nordafrika, Naher Osten und Afghanistan gehören) sowie seltener auch südosteuropäischer oder südasiatischer Abstammung. Das Wort ist kein Ethnophaulismus (herabsetzende Volksbezeichnung im engeren Sinne), da es unspezifisch auf beliebige Ethnien angewandt wird.
Dennoch fallen in den sich im Laufe der Jahrzehnte leicht wandelnden Bedeutungshintergrund nur bestimmte Einwanderergruppen. Weiße Arbeitsmigranten aus westlichen Ländern, aber auch aus slawischen Ländern wie Russland oder Polen sowie „typisch asiatisch“ aussehende Menschen aus China, Vietnam oder Thailand werden kaum als Kanaken bezeichnet. Auch gegenüber Schwarzen wird der Ausdruck kaum verwendet.

### Kanake als Selbstbezeichnung
Der Begriff wird in Deutschland seit den 1990er-Jahren zunehmend auch als bewusste Selbstbezeichnung von meist jugendlichen Migranten verwendet. Hierdurch wird das Schimpfwort umgewertet, in dem es durch „Aneignung“ seinen herabwürdigenden Charakter verliert und zum Ausdruck einer eigenen, positiv verstandenen Identität werden soll. Als Fremdbezeichnung wird die Benennung als Kanake immer noch als eindeutig beleidigend verstanden. Der Autor İmran Ayata sprach 2010 von einem „Kanaken-Bonus“ für Schriftsteller mit Migrationshintergrund im Kulturbetrieb.
Auch Deutsche ohne Migrationshintergrund bezeichnen sich selbst manchmal in ähnlicher Motivation als Kanaken. Beispielsweise bezeichnen sich Fußballfans von Schalke 04 und anderen Vereinen aus dem Ruhrgebiet als „Ruhrpottkanaken“, um damit ihre besondere Verbundenheit zu ihrer Heimat im Ruhrgebiet auszudrücken, aber auch weil sie von anderen Fans mit diesem Ausdruck beschimpft werden. Deutsche Rapper ohne Migrationshintergrund benutzen den Ausdruck für sich selbst, etwa um auszudrücken, dass auch sie sozial benachteiligt sind. Zudem existiert eine Punkband mit dem Namen Die Ruhrpottkanaken.

### Kanak-Sprak
Abgeleitet von dem Wort Kanake ist die Bezeichnung Kanak-Sprak, auch „Türkendeutsch“ oder „Kiezdeutsch“, für einen deutschen Soziolekt gängig, der vor allem in Ballungszentren von den heranwachsenden Nachfolgegenerationen meist türkischer Arbeitsmigranten herausgebildet wurde und sich durch eigene Sprachstrukturen und -stile auszeichnet.
Der Begriff Kanak-Sprak wurde 1995 von Feridun Zaimoğlu mit dem Buch Kanak Sprak – 24 Mißtöne vom Rande der Gesellschaft im Problembewusstsein der Diskriminierung und der Integrationsprobleme geprägt und durch die Comedians Kaya Yanar (Was guckst du?!) und Erkan und Stefan (Bullyparade, headnut.tv, Kinofilme) karikiert. Um das Jahr 2000 kam er in Mode und wird etwa im deutschen Rap im Sinne eines ethnic pride (ethnischer Stolz) verwendet. 1998 gründete sich die Gruppe Kanak Attak. Seit 2018 verwendet der Podcast Kanackische Welle die Bezeichnung.